# 囊谦县
囊谦县（藏語：ནང་ཆེན་རྫོང，威利转写：nang chen rdzong，藏语拼音：Nangqên Zong），古時又稱昂欠、南稱、或隆慶，是中华人民共和国青海省玉树藏族自治州下辖的一个县，位于玉树州东南部，青海省最南端，东南、西南部与西藏自治区接壤。面积12741平方公里，常住总人口約9万，其中藏族占99%。县人民政府驻香达镇。
这里是青海历史悠久的泉盐产区，在其境内一万多平方公里的面积内露出29处盐泉，其中八个被辟为盐场。这些盐场的历史最远可以追溯到将近千年之前；这里产出的食盐，让地处偏僻的囊谦融入地区交易圈，成了重要的商业贸易中心。

## 语源
“囊谦”一名源自藏语音译，本为囊谦部落的部落名。据《囊谦王系谱》称，囊谦部落因其先祖吉乎枯隆荣布曾在中国内地某个王朝担任皇帝的大相（囊论钦布）而得名。

## 历史
历史上，囊谦曾是今玉树藏族自治州一带的政治经济文化中心。汉至唐初，今囊谦县一带隶属于苏毗女儿国，为母系氏族政权。7世纪后，开始受吐蕃节制。9世纪后，当地居民已逐渐藏族化。12世纪初，哲哇阿洛率领部众由今四川省甘孜藏族自治州康定市折多山一带进入玉树南部建立部落，哲哇阿洛的父亲吉乎枯隆荣布曾任担任内地中央政府的内大相（藏语称“囊论钦布”），因此以其父之官衔将部落命名为“囊谦”，囊谦部落的首领被称为“囊谦加宝”（意为囊谦王）。其后，囊谦王家族逐步取得玉树大部分地区的统治权，并沿传二十代，统治当地600多年。公元1175年，南宋颁发文册承认囊谦王所辖6个部落的1万户百姓为其领地和属民。清雍正三年（1725年），第十八世囊谦王多杰才旺被清王朝委任为千户，负责管理玉树全境。1949年9月15日，中国人民解放军开始控制囊谦县。。

## 人口
截至2020年11月1日零時，囊謙縣常住人口為90307人。

## 行政区划
囊谦县下辖1个镇、9个乡：
香达镇、白扎乡、吉曲乡、娘拉乡、毛庄乡、觉拉乡、东坝乡、尕羊乡、吉尼赛乡和着晓乡。

## 交通
- 214国道过境。